# Mazda 3
El Mazda 3 es un vehículo perteneciente al Segmento C fabricado por la marca japonesa de automóviles Mazda. Se construye desde 2003 como el sucesor del Mazda 323 y se coloca entre el Mazda 2 y el Mazda 6. La primera y la segunda generación están relacionadas tecnológicamente con el Ford Focus y el Volvo S40/V50 pues comparten plataforma.
El Mazda 3 ha sido bien recibido en muchos mercados. En el 2004, como modelo recién estrenado, fue el tercer automóvil mejor vendido en Canadá. El 8 de septiembre de 2006, Mazda anunció a la prensa que había producido 1 millón de unidades del Mazda 3, convirtiéndolo en su modelo más vendido. Es un récord que Mazda lograra esa cifra en tan corto periodo. En Colombia, a pesar de que su producción local cesó para el modelo 2014, siguió estando en la lista de 10 más vendidos en 2017,
En enero de 2019 el Mazda3 se convirtió en el vehículo más rápidamente vendido de Mazda, con unas ventas acumuladas de más de 6 millones de unidades.

## Primera generación (2003-2008)
La serie BK del Mazda3 se lanzó en Japón en octubre de 2003 como Axela. El modelo fue bien recibido en general por la prensa automotriz por su desempeño, manejo, estilo e interior, algunos describieron que se sentía más como un sedán más grande a pesar de su precio orientado a la economía. Algo de la crítica se enfocó en la economía de combustible y en los resultados de choques de pruebas (ya que solo recibió cuatro de un máximo de cinco estrellas por parte de la EURO NCAP), eso último fue corregido al agregar seis bolsas de aire como estándar. En 2006 el Mazda3 fue el segundo carro más vendido en Canadá y el más vendido en Israel durante 2005-2007.

### Diseño
El Mazda3 está basado en la plataforma C1 global de Ford, compartida con el Ford Focus europeo y el Volvo S40 de la época. Como se vio inicialmente con el automóvil concepto MX-Sportif, el Mazda3 estuvo disponible en dos estilos de carrocería, un fastback cuatro puertas sedán, comercializado como un "cuatro puertas cupé" en Europa, y un cinco puertas hatchback, comercializado como versión Sport en Canadá, Japón y en los Estados Unidos. El trabajo de diseño comenzó bajo el diseñador en jefe Hideki Suzuki en 1999 en tres centros de diseño de Mazda en California; Fráncfort e Hiroshima. En 2001 el diseño de Hasip Girgin fue escogido como finalista. Girgin fue enviado a trabajar en Hiroshima por 6 meses, después de lo cual se congeló un diseño definitivo para la producción programada de 2003.
La suspensión delantera consta de una Suspensión MacPherson con resortes helicoidales y una barra estabilizadora. La suspensión trasera es la multi-link "E-link" diseñada por Ford, con cuatro enlaces localizadores por rueda y una barra estabilizadora suspendida en resortes helicoidales que están montados hacia adentro de los amortiguadores para reducir intrusión de la suspensión en el área de carga. Equipa cuatro frenos de disco con discos de 300 mm enfrente y de 279 mm atrás; como estándar estuvo disponible el sistema antibloqueo de frenos y la distribución electrónica de frenado, dependiendo del modelo. Los tamaños de la rueda y las llantas varían dependiendo del modelo, de 15 pulgadas en los modelos base hasta de 17 opcionales en los niveles más altos. El Mazda3 se utilizó seguido como vehículo policial por las Fuerzas de Seguridad Pública de Macao junto con el Toyota Corolla y el Honda Civic.
Cuando se anunció por primera vez, los modelos del Mazda3 para el mercado estadounidense solo estuvieron disponibles en dos niveles de equipamiento, el "i" y el "s", con motores de 2.0 L y de 2.3 L respectivamente. Después Mazda presentó modelos adicionales bajo las etiquetas Touring y Grand Touring. Los Mazda3 británicos se ofrecieron en modelos "S", "TS", "TS2", "Sport" y un tope de gama "MPS" (Mazda Performance Series) con motor 2.3 L turbocargado.
Todos los modelos usan un motor MZR Mazda cuatro cilindros en línea, con varios tipos, desplazamientos y potencias incluyéndose un turbodiésel MZ-CD, dependiendo del modelo y mercado. Las transmisiones son manuales de cinco velocidades y automáticas de cuatro; a partir del año 2006 se ofreció también una automática de cinco velocidades en modelos con el motor 2.3 L. Esta transmisión posteriormente se volvió estándar en el motor 2.0 L en Japón, como parte de un ligero rediseño a principios de 2008 que incluyó diferentes diseños para los parachoques, nuevos diseños para las ruedas y colores de carrocería, un chasis más rígido y mejores materiales interiores. 

### Galería
|                              |
| Mazda3 de primera generación |

|                                      |
| Mazda3 hatchback y sedán 2004 a 2006 |

|          |
| Interior |

|                    |
| Mazda 3 sedán 2006 |

|                                |
| Parte posterior del sedán 2006 |

|                                    |
| Parte trasera de un hatchback 2007 |

## Segunda generación (2008-2013)
Estuvo en desarrollo a partir de 2004 y fue diseñado bajo el liderazgo de Kunihiko Kurisu desde principios de 2005 a agosto de 2006, en noviembre de 2008, Mazda debutó la segunda generación del Mazda3 con un exterior reestilizado. Para los mercados estadounidense y canadiense se ofrecieron dos motorizaciones, el 2.0 L a gasolina ofrecido en la pasada generación y un nuevo 2.5 L cuatro cilindros en línea compartido con la segunda generación del Mazda 6.
La arquitectura C1, una colaboración de Ford Motor Company, Mazda y Volvo,  se importa de la generación anterior aunque ahora ligeramente más ancha, larga y ligera que la generación pasada. El motor 2.3 L fue reemplazado con un 2.5 L que genera 169 PS y 167 lb⋅ft (226 N⋅m) de torque. En otros mercados se ofrecieron más motores incluyendo un nuevo motor turbodiésel 2.2 L. Un Mazda3 2010 con el motor 2.5 L y transmisión manual de 6 velocidades acelera de 0 a 100 km/h en 7.4 segundos y completa el cuarto de milla en 15.7 segundos a 140 km/h.
Mazda presentó el Mazda3 2010 sedán en el Salón del Automóvil de Los Ángeles el 19 de noviembre de 2008. Este nuevo Mazda3 es ligeramente más largo que el anterior y estuvo disponible en las versiones "i" y "s". La "i" (GX o GS en Canadá) estuvo potenciada por un motor 2.0 L de 148 caballos, mientras que la "s" (GT en Canadá) estuvo potenciada por un motor 2.5 L de 167 caballos adaptado del Mazda 6. Ambos motores estuvieron disponibles además en versiones PZEV en Estados Unidos, en cuyo caso el 2.0 L produce 144 caballos y el 2.5 L, 165 caballos. El nivel de equipamiento 3s Grand Touring añade asientos de piel, asiento del conductor ajustable eléctricamente, limpiaparabrisas con sensor de lluvia, control de aire acondicionado automático de doble zona y faros bi-xenón activos con la dirección como equipamiento estándar.. El hatchback se presentó unas cuantas semanas después que el sedán en el Salón del Automóvil de Bolonia.
El modelo europeo incluye un sistema start-stop con el motor 2.0L DISI que incrementa en un 12% la economía de combustible en ciudad.

### Actualización de 2012
El Mazda3 2012 con nuevo tren motriz SkyActiv se reveló en el Salón Internacional del Automóvil Canadiense en Toronto, en febrero de 2012. Vino con un 2.0 litros SkyActiv-G de Mazda, motor a gasolina de inyección directa y transmisión SkyActiv-Drive de 6 velocidades automática o SkyActiv-MT de 6 velocidades manual. Hay algunas actualizaciones exteriores menores: parrilla y tomas de aire rediseñadas y una faldilla exterior trasera reformada. Los modelos SkyActiv recibieron un anillo azul alrededor de los proyectores en los faros. Car and Driver reportó que dicho Mazda3 puede alcanzar unas clasificaciones de economía de combustible estimadas de 12.7 km/l en ciudad y 16.5 a 17 en carretera.

### Motorizaciones
El Mazda 3 está disponible con varias motorizaciones de gasolina en todo el mundo y dos motores diésel para el mercado europeo.
Los motores de gasolina que se ofrecen son (para los modelos de los EE. UU. se muestran las especificaciones del modelo 2007):
| Cilindrada                    | Potencia                            | Par motor                   | Aceleración de 0 a 100 km/h | Velocidad máxima | Consumo         |
| ----------------------------- | ----------------------------------- | --------------------------- | --------------------------- | ---------------- | --------------- |
| 1.3L                          | 45 kW (82hp) @ 6500 rpm             | se necesitan datos          | 13.3s                       | 171 km/h         | 6,9 l/100       |
| 1.6                           | 77 kW (105 HP) @ 6000 rpm           | 145 Nm @ 4.000 rpm          | 11 s                        | 182 km/h         | 7,2 l/100 km    |
| 2.0                           | 108 kW (148 HP) @ 6500 rpm          | 191 Nm @ 4500 rpm           | 8.8 s                       | 215 km/h         | 8, l/100 km     |
| 2.5L (EE. UU. y México)       | 122 kW (167 HP) @ 6000 rpm          | 227 Nm @4000 rpm            | 7.0 s                       | 180 km/h         | 11 l/100 km     |
| 2.5L Turbo (EE. UU. y México) | 163 kW (222HP) @ 6000 rpm (SAE net) | 257 Nm @ 4000 rpm (SAE net) | 6.3 s                       | 238 km/h         | 12.5 l / 100 km |
| 2.3 DISI turbo                | 194 kW (264 HP) @ 7500 rpm          | 379 Nm @ 3000 rpm           | 5.9 s                       | 259 km/h         | 11 l/100km      |

## Tercera generación (2014-2018)
La tercera generación del Mazda3, como modelo 2014, se presentó en Australia el 26 de junio de 2013. Ahora se construyó sobre el nuevo chasis SkyActiv y ya no comparte la plataforma C1 de Ford. Fue el tercer vehículo en incorporar el lenguaje de diseño "KODO: Soul of Motion" de Mazda, después del CX-5 y del Mazda 6.
Tiene un coeficiente de arrastre (Cd) de 0.26 en el sedán y ligeramente más alto para el hatchback. Combinado con la tecnología SkyActiv, este tiene un consumo combinado de acuerdo a la EPA de Estados Unidos de 7.8 L/100 km en ciudad y de 5.7 L/100 km en carretera en el sedán 2 litros, y un poco más para el hatchback 5 puertas.
En el mercado estadounidense se ofrecieron dos motores SkyActiv, el 2.0 litros con 155 hp (116 kW) y 150 lb⋅ft (200 N⋅m) de torque y el 2.5 litros con 184 hp y 185 lb-ft de torque. El Mazda3 2014 equipado con el motor 2.5 litros y la transmisión automática de 6 velocidades acelera de 0-100 k/h en 6.9 segundos y termina el cuarto de milla en 15.2 segundos a 153 km/h.
El motor 2.0 litros acelera de 0 a 100 km/h en 7.8 segundos y termina el cuarto de milla en 16.1 segundos. Inicialmente la caja de cambios manual de 6 velocidades estaba reservada para los coches 2.0 litros, y la transmisión automática era estándar en el 2.5, u opcional para el 2.0. El weblog de automóviles Jalopnik, durante su primer reseña del Mazda 3 2014, mencionó que "una vez que el 2.5 esté disponible con transmisión manual, en realidad no hay razón para comprar nada más en esta clase."
Para el modelo 2015, los coches 2.5 litros también se ofrecieron con caja manual. Las versiones para el mercado de Estados Unidos eran la SV (2.0 sedán únicamente), Sport (2.0 sedán y hatchback), Touring y Grand Touring (disponibles en todos los tipos de carrocería con cualquier motor). El modelo 2014 se ubicó como número uno dentro de los Coches Pequeño Asequibles en los rankings de U.S. News & World Report's. En los rankings del Coche Canadiense del año 2014 el Mazda3 fue escogido como Mejor Coche Pequeño Nuevo. La revista canadiense The Car Guide escogió al Mazda3 como Mejor Coche Compacto en su clasificación de Mejores Compras en 2015 y 2016.
En Europa se ofrecieron tres motores a gasolina SkyActiv-G, uno 1.5 litros y dos 2.0 litros (a dos diferentes niveles de potencia, 120 hp y 165 hp) y uno a diésel 2.2 litros SkyActiv-D. La disponibilidad de las carrocerías hatchback y el sedán/berlina y sus combinaciones con motor varía entre mercados europeos. En 2014 el Mazda3 llegó a las finales de la competición por el Coche del Año en Europa. El mercado del Reino Unido, el Mazda3 sedán se comercializó como fastback.

### Producción
Los modelos de Taiwán del Mazda3 se fabricaron por Ford Lio Ho Motor Co., Ltd.
La producción del mercado de E.U.A. del Mazda3 sedán se fabricó en Mazda de México Vehicle Operation (MMVO) en Salamanca, Guanajuato y comenzó el 7 de enero de 2014, como el primer vehículo de producción de la planta.
El 22 de enero de 2014, la producción acumulada del Mazda3 alcanzó las cuatro millones de unidades desde junio de 2003.
La producción del Mazda3 del mercado tailandés se realizó en AutoAlliance (Thailand) Co., Ltd. (AAT) y comenzó el 14 de marzo de 2014. Con tan solo meses de haberse lanzado, el 3 era el 15.º carro más vendido en Tailandia.

### Rediseño

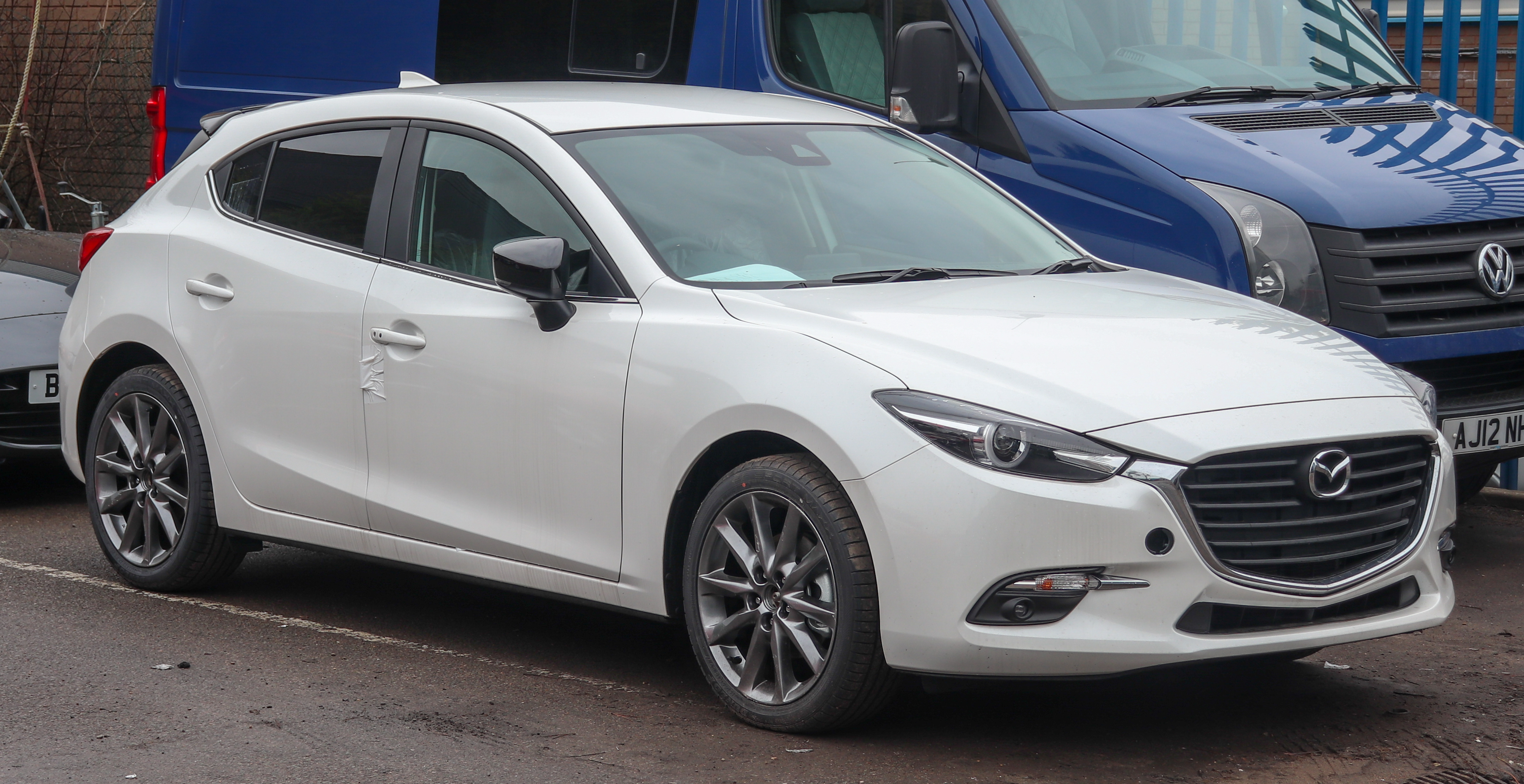
Mazda 3 rediseñado

En agosto de 2016 un rediseño del Mazda3 (BM) cambió su código a Mazda3 (BN). Entre los cambios se incluyó una nueva configuración del tablero, nuevo estilo exterior frontal y trasero (el último, solo en el hatchback), un nuevo control vectorial G único en su tipo y se abandonó la opción a diésel. Algunas asistencias de seguridad y conducción también se mejoraron, añadiendo un sensor de reconocimiento de señales de tráfico y detección de transeúntes con sistema de frenado pre-colisión.

### Galería
|                              |
| Mazda3 de tercera generación |

|                                                      |
| Mazda3 en el Auto Show Internacional Canadiense 2014 |

|          |
| Interior |

|                    |
| Mazda 3 sedán 2014 |

|                                |
| Parte posterior del sedán 2014 |

|                             |
| Parte trasera del hatchback |

## Cuarta generación (2019-presente)
Los Mazda 3 hatchback y sedán de cuarta generación fueron revelados en el Salón del Automóvil de Los Ángeles el 28 de noviembre de 2018. Ambos tienen el lenguaje de diseño KODO mejorado basado en los autos concepto Vision; en particular el Concepto Kai.
Con el lanzamiento de esta generación, el nombre "Axela" fue abandonado en el mercado japonés como parte de una nueva estructura de nombres global de Mazda.
Con esta generación se mejoró el nivel de calidad y refinamiento, además de opciones de equipamiento entre las que destacan un nuevo head-up display, un sistema de sonido Bose de 12 bocinas, llave inteligente, faros de LED, quemacocos, monitor de punto ciego, cámara de reversa, cuadro de instrumentos a color y climatización automática de doble zona. La interfaz del sistema de Infotenimiento continúa siendo minimalista y se controla desde movimientos simples de una perilla, ubicada en la consola central. La pantalla es de 10 pulgadas y es compatible con Android Auto y Apple CarPlay. También se mejoró la insonorización.
Un tema polémico fue el abandono de la suspensión independiente trasera por un eje de torsión trasero, que muchos consideraron un retroceso respecto a la generación anterior, aunque Ruben Archilla, Ingeniero de Vehículos y Operaciones de Mazda en Norteamérica, mencionó que fue una decisión muy estudiada, con una raíz lejana a la reducción de costos. Se argumenta un movimiento más natural para la conducción y la conexión entre el conductor y el vehículo, cosas que Mazda buscó alcanzar durante todo el proceso de desarrollo del vehículo.

### Motor y transmisión
El Mazda3 de cuarta generación está equipado con un motor de arranque de compresión con chispa controlada llamado SkyActiv-X. El motor SkyActiv-X 2.0 L produce 132.5 kW (178 hp; 180 PS) y 224 N⋅m (165 lb⋅ft) de torque. Las versiones 1.5, 2.0 y 2.5 litros de la alineación de motores a gasolina SkyActiv actuales también se ofrece, así como el motor a diésel 1.8 litros SkyActiv-D. Las opciones de transmisión consisten en una manual de 6 velocidades SkyActiv-MT y una automática SkyActiv-Drive.

### Galería
|                                               |
| Vista lateral del Mazda3 de cuarta generación |

|                                                                          |
| Mazda3 sedán en el Salon International de l'Auto de Montréal (SIAM) 2019 |

|          |
| Interior |

|                                                         |
| Mazda 3 sedán en el Salón del Automóvil de Ginebra 2019 |

|                           |
| Parte posterior del sedán |

|                                               |
| Firma LED de las luces traseras del hatchback |